# Liste der Kulturdenkmäler in Biedesheim
In der Liste der Kulturdenkmäler in Biedesheim sind alle Kulturdenkmäler der rheinland-pfälzischen Ortsgemeinde Biedesheim aufgeführt. Grundlage ist die Denkmalliste des Landes Rheinland-Pfalz (Stand: 27. November 2018).

## Denkmalzonen
| Bezeichnung          | Lage                                                                            | Baujahr                 | Beschreibung | Bild |
| -------------------- | ------------------------------------------------------------------------------- | ----------------------- | --- | ---- |
| Denkmalzone Ortskern | Hauptstraße 24–28, 34–54 (gerade Nummern), 21–29, 39–45 (ungerade Nummern) Lage | 18. und 19. Jahrhundert | dichte Abfolge von (großteils Vierseit-)Höfen mit Toranlagen und -durchfahrten, 18. und 19. Jahrhundert, mit rückwärtigem Scheunenkranz | BW   |

## Einzeldenkmäler
| Bezeichnung            | Lage                                                 | Baujahr                           | Beschreibung | Bild                           |
| ---------------------- | ---------------------------------------------------- | --------------------------------- | --- | ------------------------------ |
| Relief                 | Hauptstraße, an Nr. 12 Lage                          | 1833                              | klassizistischer Reliefstein, bezeichnet 1833 | BW                             |
| Pfarrhaus              | Hauptstraße 18 Lage                                  | 1824                              | ehemaliges Pfarrhaus; Putzbau, 1824, Toranlage, Scheune bezeichnet 1822; straßenbildprägend | BW                             |
| Wohnhaus               | Hauptstraße 20 Lage                                  | nach 1850                         | ehemalige Lehrerwohnung; Putzbau, nach 1850, Architekt C. Blehsmann, Kaiserslautern | Fotos hochladen                |
| Glockenturm            | Hauptstraße, zu Nr. 20 Lage                          | 1857/58                           | Gemeindeglockenturm; Sandsteinquaderbau, bezeichnet 1857/58; ortsbildprägend | Fotos hochladen                |
| Hofanlage              | Hauptstraße 27 Lage                                  |                                   | Gehöft, Wohnhaus mit Fachwerkobergeschoss | BW                             |
| Burgmauer              | Östlicher Burggraben, bei Nr. 8 Lage                 | vor 1423                          | Bruchkalksteinmauer mit Ziegeleinschluss, einziger oberirdisch sichtbarer Rest einer mittelalterlichen Niederungsburg im Osten des Donnersbergkreises                                                                                       | weitere Bilder Fotos hochladen |
| Protestantische Kirche | Ottersheimer Straße 3 Lage                           | 11. Jahrhundert                   | im Kern romanischer Saalbau, wohl aus dem 11. Jahrhundert, spätgotisch und barock überformt, Südportal bezeichnet 1458; Glocke 1708 von Andreas Schneidewind, Frankfurt; Wandmalereien des 13. bis 15. Jahrhunderts, Walcker-Orgel von 1874 | Fotos hochladen                |
| Grabsteine             | Ottersheimer Straße, bei Nr. 3 auf dem Friedhof Lage | erste Hälfte des 19. Jahrhunderts | spätklassizistische und gründerzeitliche Grabstelen sowie drei weitere Grabsteine, erste Hälfte des 19. Jahrhunderts; darunter ein Denkstein für einen Veteranen der napoleonischen Kriege                                                  | Fotos hochladen                |